# Dioko Kaluyituka
Alain Dioko Kaluyituka (nacido el 2 de enero de 1987) es un futbolista congoleño que actualmente juega en el Al-Gharafa SC. Ha jugado para el Mazembe tanto en la Liga de Campeones de la CAF como en la Copa Mundial de Clubes de la FIFA. 

## Trayectoria
El 2004 debutó en el club AS Vita Club Kinshasa, donde duró dos años. El 2007 jugaría para el Mazembe, donde jugaría la Liga de Campeones de la CAF 2007, 2008 y 2009, tanto en la Copa Mundial de Clubes de la FIFA 2009, donde fue eliminado en cuartos de final por el Pohang Steelers, y el 2010, donde el Mazembe llegó a la final, acontecimiento que fue histórico para el equipo.

## Selección nacional
Jugó para la República Democrática del Congo en 10 apariciones, anotando 3 goles. En 2009, jugando para su selección, ganó la primera edición del Campeonato Africano de Naciones, acabando Dioko como Bota de Plata del torneo con 5 gritos. Con el TP Mazembe, resaltamos haber sido galardonado con el Balón de Plata de la Copa Mundial de Clubes de la FIFA 2010, luego de que su club perdiera la Final frente al Inter de Milán por 3:0.

### Participaciones con la selección
| Torneo                                  | Sede            | Resultado        |
| --------------------------------------- | --------------- | ---------------- |
| Campeonato Africano de Naciones de 2009 | Costa de Marfil | Campeón          |
| Campeonato Africano de Naciones de 2011 | Sudán           | Cuartos de final |
| Copa Africana de Naciones de 2013       | Sudáfrica       | Primera ronda    |

## Palmarés

### Campeonatos internacionales
| Título                          | Equipo   | Sede            | Edición |
| ------------------------------- | -------- | --------------- | ------- |
| Campeonato Africano de Naciones | RD Congo | Costa de Marfil | 2009    |

### Distinciones individuales
| Distinción                                             | Año  |
| ------------------------------------------------------ | ---- |
| Balón de Plata de la Copa Mundial de Clubes de la FIFA | 2010 |